# Château de Roxburgh
Le château de Roxburgh est un château situé près de l'ancienne ville de Roxburgh dans les Scottish Borders, une région d'Écosse.

## Histoire
Le château est fondé par David Ier d'Écosse. En 1174 le château se rend à l'Angleterre après la capture de Guillaume Ier d'Écosse à Alnwick, et est la plupart du temps aux mains des Anglais après cela. Les Écossais font plusieurs tentatives pour reprendre la forteresse. En 1314 elle est reprise par sir James Douglas, avant d'être de nouveau perdue. Henri V d'Angleterre y fait des réparations après un siège par les Écossais en 1417. En 1460 Jacques II d'Écosse meurt tandis qu'il bombarde le château, lors de l'explosion de l'un de ses propres canons. Toutefois Roxburgh est pris et la femme de Jacques, la reine Marie d'Egmont, fait démolir le château. Les ruines se trouvent sur les terres de Floors Castle, le siège du duc de Roxburghe (en).
En 1545, pendant le Rough Wooing, les Anglais construisent un fort rectangulaire sur le site sur l'initiative de Édouard Seymour, 1er duc de Somerset. Il fut détruit en 1550 suivant les termes d'un traité entre l'Angleterre et l'Écosse.